# Heppenheimer Proklamation
Die Heppenheimer Proklamation besteht aus sieben grundsätzlichen Thesen unter einer Präambel, die auf dem Gründungsparteitag der Freien Demokratischen Partei in Heppenheim am 12. Dezember 1948 verabschiedet wurden. Sie stellen erste grundsätzliche Erklärungen und Forderungen der vereinigten westdeutschen liberalen FDP von 1948 dar.
Die Heppenheimer Proklamation war noch kein vollwertiges Parteiprogramm. Sie wurde 1957 vom Berliner Programm der Freien Demokratischen Partei als dem ersten Grundsatzprogramm der FDP abgelöst.

## Hintergrund
Der Liberalismus ist die älteste der modernen politischen Bewegungen. Er entstammt der Epoche der Aufklärung. Die Freie Demokratische Partei (FDP) steht in der Tradition des klassischen Liberalismus, sie ist jedoch eine politische Neugründung der Nachkriegszeit in Deutschland.
Die Heppenheimer Proklamation und der Gründungsparteitag der FDP gehören zeitlich in das Umfeld der Schaffung des bundesdeutschen Grundgesetzes 1948/49 im Auftrag der drei westlichen Besatzungsmächte.
Unter dem Motto „Einheit in Freiheit“ hatte der Gründungsparteitag in Heppenheim den Zusammenschluss von 13 liberalen Landesverbänden in den drei westlichen Besatzungszonen zur Folge. Es entstand die westdeutsche „Freie Demokratische Partei“. Die gesamtdeutsche liberale Demokratische Partei Deutschlands von 1947/48 war vorher wieder zerfallen. Die linksliberalen und nationalliberalen Parteiflügel wurden mit Mühe zusammengehalten, durch die grundsätzlichen Heppenheimer Bekenntnisse zu einer freien marktwirtschaftlichen Ordnung und der Ablehnung von Sozialismus-Bestrebungen.

## Inhalt
Die Heppenheimer Proklamation enthält eine Präambel und sieben Thesen. Diese grundsätzlichen Erklärungen der westdeutschen FDP fordern unter anderem eine Begrenzung der Besatzungskosten, die Befreiung des deutschen Exportes von bestehenden Einschränkungen, eine Steuerreform, die das Sparen begünstigen sollte, und ein Lastenausgleichsgesetz.